# Список керівників держав 1140 року
Список керівників держав 1140 року — це перелік правителів країн світу 1140 року
Список керівників держав 1139 року — 1140 рік — Список керівників держав 1141 року — Список керівників держав за роками

## Європа

### Британські острови
- Шотландське королівство — король Давид I Святий (1124—1153)
- Англія — король Стефан (1135—1141, 1141—1154)
- Уельс:
  - Гвінед — король Оуайн ап Гріфід (1137—1170)
  - Дехейбарт — Анарауд ап Гріфід, король (1137—1143)
  - Королівство Повіс — король Мадог ап Маредід (1132—1160)

### Північна Європа
- Данське королівство — король Ерік III (1137—1146)
- Ірландія — верховний король Тойрделбах Уа Конхобайр (1119—1156)
  - Айлех — король Муйрхертах Мак Лохлайнн (1136—1143, 1145—1166)
  - Дублін — король Діармайт Мак Мурхада (1127—1136, 1162—1166)
  - Коннахт — король Тойрделбах Уа Конхобайр (1106—1156)
  - Лейнстер — король Діармайт Мак Мурхада (1126—1171)
  - Міде — король Мурхад мак Домнайлл Уа Маел Сехлайнн (1106—1127, 1130—1143)
  - Ольстер — король Ку Улад мак Конхобайр мак Донн Слейбе (1131—1157)

- Норвезьке королівство — король Сігурд II (1136—1155); Інге I Горбун (1136—1161)
- Шведське королівство — король Сверкер I (1130—1156)

### Франція
Французьке королівство — Людовик VII Молодий (1137—1180)
- Аквітанське герцогство — Алієнор, герцогиня (1137—1204)
- Ангулем — граф Вульгрин II (1120—1140); Гільйом VI (1140—1179)
- Анжуйське графство — граф Жоффруа V Плантагенет (1129—1151)
- Бретанське герцогство — герцог Конан III (1112—1148)
- Бургундське герцогство — герцог Гуго II Тихий (1103—1143)
- Бургундське графство — пфальцграф Рено III (1127—1148)
- Вермандуа — граф Рауль I (1102—1152)
- Макон — граф Рено III (1102—1148)
- Неверське графство — граф Гільйом II (1097—1148)
- Нормандське герцогство — герцог Стефан Англійський (1135—1144)
- Овернське графство — граф Роберт III (бл. 1136—1147)
- Руссільйонське графство — граф Госфред III (1113—1164)
- Тулузьке графство — граф Альфонс I Йордан (1112—1148)
- Шалон — граф Гільйом I (1113—1166)
- Фландрське графство — граф Тьєррі Ельзаський (1128—1168)

### Священна Римська імперія
імператор Конрад III (1138—1152)
- Баварське герцогство — герцог Леопольд Австрійський (1139—1141)
- Саксонське герцогство — герцог Альбрехт Ведмідь (1139—1142)
- Швабське герцогство — герцог Фрідріх II (1105—1147)

- Австрійська (Східна) марка — маркграф Леопольд IV (1136—1141)
- Каринтійське герцогство — герцог Ульріх I (1134—1144)
- Лувен — граф Готфрід II (1139—1142)
- Лужицька марка (Саксонська Східна марка) — маркграф Конрад I (1136—1151)
- Монферратське маркграфство — маркграф Вільгельм V Старий (бл. 1136—1191)
- Майсенське маркграфство — маркграф Конрад Великий (1124—1156)
- Північна марка — маркграф Альбрехт Ведмідь (1134—1157)

- Богемія (Чехія) — князь Собеслав I (1125—1140)
  - Брненське князівство — князь Вратислав (1126—1129, 1130—1155)
  - Зноймо (князівство) — князь Конрад II (1123 — бл. 1161)
  - Оломоуцьке князівство — князь Владислав (1137—1140); Ота III Детлеб (1140—1160)

- Штирійська марка (Карантанська марка) — маркграф Отакар III (1129—1164)
- Рейнский Пфальц — пфальцграф Вільгельм фон Балленштедт (1129—1140)
- Лотаринзьке герцогство — герцог Матьє I (1139—1176)
- Еноське графство — граф Бодуен IV (1120—1171)
- Намюрське графство — граф Генріх I (Генріх IV Люксембурзький) (1139—1189)
- Люксембурзьке графство — граф Генріх IV Сліпий (1136—1196)

- Голландське графство — граф Дірк VI (1121—1157)

- Савойське графство — граф Амадей III (1103—1148)

### Іспанія,Португалія
- Емпоріон — граф Понс II (бл. 1116 — бл. 1154)
- Барселонське графство — граф Рамон Беренгер IV (1131—1162
- Кастилія і Леон — король Альфонсо VII (1126—1157)
- Наваррське королівство (Памплона) — король Гарсія Рамірес Відновник (1134—1150)
- Пальярс Верхній — граф Артау (Артальдо) III (бл. 1124 — бл. 1167)
- Пальярс Нижній — граф Арнау Міро I (1124—1174)
- Прованське графство — Беренгер Раймонд, граф (1131—1141)
- Урхельське графство — граф Ерменгол VI (1102—1154)
- Сарагоська тайфа — емір Ахмад III ал-Мунстансір (1119—1142)

- Португальське графство — граф Альфонс Енрікеш (1139—1185)

### Італія
- Герцогство Апулії і Калабрії — герцог Рожер III (1134—1148)

- Венеційська республіка — дож П'єтро Полані (1130—1148)
- Гаетанське герцогство — Річард III, герцог (1121—1140);в 1140 році увійшла до складу Сицилійського королівства
- Папська держава — папа римський Інокентій II (1130—1143)
- Таранто — Вільгельм I Злий, князь (1138—1144)

- Сицилійське королівство — Рожер II, король (1130—1154)

### ЦентральнатаСхідна Європа
- Польща — Владислав II Вигнанець, князь-принцепс (1138—1146)
  - Великопольське князівство — Мешко, князь (1138—1179, 1181—1202)
  - Сандомирське князівство — Владислав II Вигнанець, князь (1138—1146)
  - Сілезьке князівство — Владислав II Вигнанець, князь (1138—1146)
  - Мазовецьке князівство — Болеслав Кучерявий, князь (1138—1173)
  - Померанія — князь Ратибор I (1135—1156)
- Рашка (Сербія) — Урош I, великий жупан (1112—1145)
  - Дукля (князівство) — жупан Градінья (1131—1142)
- Угорщина — король Бела II Сліпий (1131—1141)
- Київська Русь — великий князь Всеволод Ольгович (1139—1146)
  - Волинське князівство — князь Ізяслав Мстиславич (1135—1141, 1149—1151)
  - Володимиро-Суздальське князівство — Юрій Долгорукий, князь (1113—1149, 1151—1157)
  - Галицьке князівство — Іван Василькович, князь (1124—1141)
  - Звенигородське князівство — князь Іван Ростиславич Берладник (1128—1144)
  - Муромське князівство — князь Юрій Ярославич (1129—1143)
  - Новгородське князівство — князь Ростислав Юрійович (1138—1140, 1141—1142); Святослав Ольгович (1136—1138, 1140—1141)
  - Переяславське князівство — князь Андрій Володимирович Добрий (1135—1141)
  - Полоцьке князівство — князь Василько Святославич (1132—1144)
  - Смоленське князівство — князь Ростислав Мстиславич (1127—1159)
  - Теребовлянське князівство — князь Ростислав Василькович (1124 — бл. 1141)
  - Чернігівське князівство — князь Володимир Давидович (1139—1151)

### Візантійська імперія
- Візантійська  — імператор Іоанн II Комнін (1118—1143)

## Азія

### Західна Азія
- Аббасидський халіфат — халіф Аль-Муктафі Ліамріллах (1136—1160)
- Анатолійські бейлики —
  - Артукіди — емір Рукн ад-Даула Дауд ібн Сокмен (Хісн Кайф) (1109—1144)
  - Данішмендиди — емір Мухаммад (1134—1142)
  - Іналогуллари — емір Ілальді (1110—1142)
  - Менгджуки (Менгучегіди) — бей Дауд (1120—1155)
  - Салтукіди — емір Салтук II (1132—1168)
  - Шах-Арменіди  — бей Сукман II Насир ад-дін (1128—1185
- Антіохійське князівство — княгиня Констанція (1130—1163)
- Едеське графство — граф Жослен II (1131—1150)
- Єрусалимське королівство — Мелісенда, королева (1131—1153)
- Румський султанат — султан Масуд I (1116—1156)

Ємен —
- Зураїди — амір Мухаммад I (1139—1153)
- Наджахіди — амір Фатік III бін Мухаммад (1137—1158)
- Хамданіди — султан Хатім III бін Ахмад (1139—1161)

Кавказ
- Вірменія:
  - Шеддадіди (Анійський емірат) — Шаддад ібн Махмуд (1131—1155)
  - Сюнікське царство — цар Григор II Сенекеримян (1096—1166)
- Грузія — цар Деметре I (1125—1155, 1155—1156)
- Держава Ширваншахів — ширваншах Манучехр III Великий (1120—1160)

### Центральна Азія
- Газнійська держава (Афганістан) — султан Бахрам-шах (1117—1157)
- Гуріди — малік Ізз уд-Дін Хусайн (1100—1146)
- Персія
  - Баванді (Табаристан) — іспахбад Алі I (1118—1142)

- Середня Азія
  - Держава Хорезмшахів — хорезмшах Ала ад-Дін Атсиз (1127—1156)
  - Східно-Караханідське ханство — хан Ібрагім II Богра-хан (1130—1156)
  - Західно-Караханідське ханство — хан Ібрагім II Богра-хан (1130—1132, 1141—1156)

- Сельджуцька імперія — великий султан Санджар (1118—1153)
  - Дамаський емірат — емір Мухаммад Джамалуд-дін (1139—1140); Абак Муджіруд-дін (1140—1154)
  - Іракський султанат — султан Масуд ібн Мухамад (1134—1152)
  - Керманський султанат — султан Арслан-шах I (1101—1142)

### Південна Азія
- Індія
  - Східні Ганги — Анантаварман Чодагнга, цар (1078—1147)
  - Західні Чалук'я — магараджа Джагадекамалла II (1138—1151)
  - Держава Хойсалів — перманаді Боттіга Вашнувардхана (1108—1152)
  - Династія Сена — раджа Віджая Сена (1096—1159)
  - Імперія Пала — магараджа Кумарапала (1130—1140); Гопала III (1140—1144)
  - Калачурі — раджа Гайякарна (1125—1152)
  - Качарі — цар Біраджвай (бл. 1125 — бл. 1155)
  - Кашмір — цар Джаясімха (1128—1155)
  - Парамара (Малава) — магараджа Ясоварман (1134—1142)
  - Соланка — раджа Джаясімха Сіддхараджа (1093—1143)
  - Чандела — раджа Маданаварман (1128—1165)
  - Чола — магараджа Кулоттунга Чола II (1135—1150)
  - Ядави (Сеунадеша) — магараджа Сінгхана I (1105—1145)
- Шрі-Ланка
  - Полоннарува — цар Гаджабаху II (1132—1153)

### Південно-Східна Азія
- Кхмерська імперія — імператор Сур'яварман II (1113—1150)
- Дайков'єт — імператор Лі Ан Тонг (1138—1175)
- Далі (держава) — король Дуань Юй (1108—1147)
- Паган — король Ситу I (1112/1113 — 1167)
- Чампа — князь Джая Індраварман III (1139—1145)
- Індонезія
  - Сунда — магараджа Ланглангбхумі (1064—1154)

### Східна Азія
- Японія — Імператор Сутоку (1123—1142)
- Китай (Імперія Сун) — імператор Гао-цзун (Чжао Гоу) (1127—1162)
  - Західне Ся — імператор Жень-цзун (Лі Женьсяо) (1139—1193)
  - Каракитайське ханство (Західне Ляо) — Елюй Даші, гурхан (1124—1143)
  - Цзінь — імператор Ваньянь Хела (Сі-цзун) (1135—1149)
- Корея
  - Корьо — ван Інджон (1122—1146)

## Африка
- Альморавіди — імам Алі ібн Юсуф (1106—1143)
- Аксум (Ефіопія) — імператор Гебре Мескель Лалібела (1119—1159)
- Гана — цар Маян Вагаду (1120—1130); Гане (1130—1140)
- Зіріди — емір Аль-Хасан ібн Алі (1121—1163)
- Імперія Гао — дья Алі Кар (бл. 1120 — бл. 1140)
- Кілва — султан Давуд ібн Сулейман (1131—1170)
- Мукурра — цар Георгій IV (бл. 1130 — бл. 1158)
- Фатімідський халіфат — халіф Аль-Хафіз Лідініллах (1130—1149)
- Канем — маї Дунама II (1098—1150)
- Нрі — Намоке, езе (1090—1158)
- Хаммадіди — султан Яхья ібн Абд аль-Азіз (1121—1152)

| Історія | Це незавершена стаття з історії. Ви можете допомогти проєкту, виправивши або дописавши її. |